# Max Rädlinger

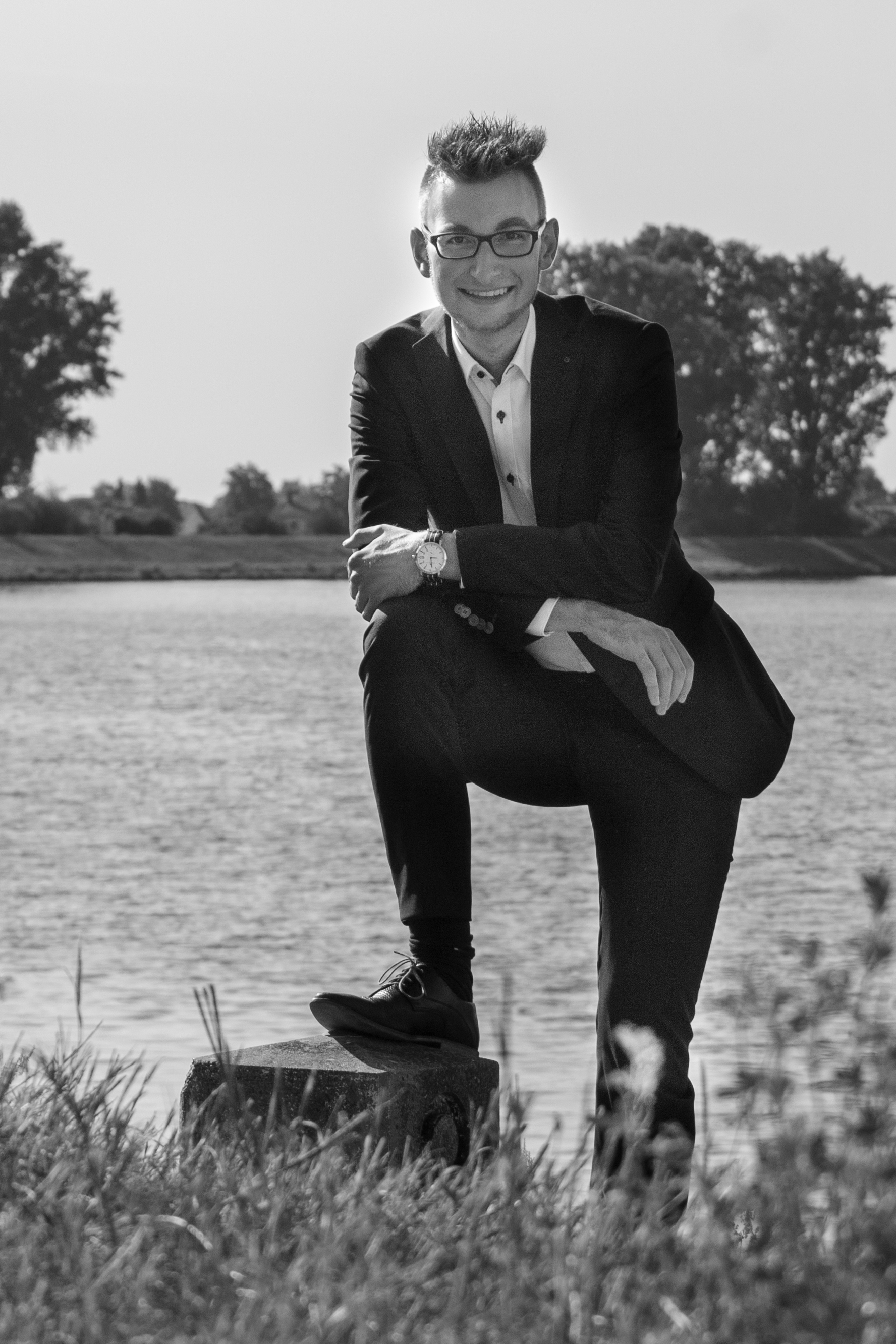
Max Rädlinger (2018)

Max Rädlinger  (* 2. Dezember 1993 in Regensburg) ist ein deutscher Kirchenmusiker, Organist, Stimmbildner, Chorleiter und Musikkabarettist. Er ist Stimmbildner und hauptamtlicher Chorleiter an der Seite des Domkapellmeisters Christian Heiß bei den Regensburger Domspatzen.

## Leben
Während seiner Schulzeit bei den Regensburger Domspatzen erhielt er dort im Alter von zehn Jahren Klavierunterricht. Später nahm er zusätzlich Orgelunterricht bei Franz Josef Stoiber und Kompositionsunterricht bei Otmar Faulstich.
Nach seinem Abitur studierte er ab 2012 Kirchenmusik an der Hochschule für Katholische Kirchenmusik und Musikpädagogik in Regensburg. Er hatte dort Gesangsunterricht bei Dorothée Rabsch und spezialisierte sich zum Ende des Studiums auf Gesangspädagogik. Er hospitierte im Rahmen seiner Abschlussarbeit beim Thomanerchor, Dresdner Kreuzchor und beim Windsbacher Knabenchor. Gesangsunterricht bei Berthold Schmid und Meisterkurse u. a. bei Dieter Falk, Christoph Hammer, Edgar Krapp, Stefan  Schmidt und Jaroslav Tůma rundeten seine Ausbildung ab.
Bereits zu Beginn seines Studiums wurde er als 18-Jähriger Kirchenmusiker an St. Michael in Donaustauf. Dort leitete er den Kirchenchor und gründete 2012 einen Jugend- und 2016 einen Kinderchor. Er trat in dieser Zeit auch als Komponist, Jazzer und Kabarettist in Erscheinung. Im Musikkabarett-Duo „Max und Pille“ ist er deutschlandweit unterwegs. Gelegentlich war er als stellvertretender Organist und als Kantor im Dom zu Regensburg tätig.
Er unterrichtete bei den Vorschülern der Regensburger Domspatzen und leitete die Schulband der Regensburger Domspatzen.
Mit dem Schuljahr 2018/2019 übernahm er die Stelle, die sein Vorgänger Karl-Heinz Liebl
aus Altersgründen aufgab.

## Auszeichnungen
- 2013: Publikumspreis des Kabarettwettbewerbs Kneitinger Bieschlegel für „Max und Pille“[4]
- 2018: Zweiter Preis im Chorleitungswettbewerb Spitzenklänge in Rottenburg[1]
- 2018: Musikpreis der Stadt Regensburg

## Kompositionen
- Lobet den Herrn, Motette nach Psalm 150, Sonat-Verlag[5]
- Kleine deutsche Messe, Ordinarium für SATB und Klavier-/Orgelbegleitung, Sonat-Verlag[6]